# نجم الدين الخبوشاني
نَجْمُ الدِّيْنِ أَبُو البَرَكَاتِ مُحَمَّدُ بنُ مُوَفَّقِ بنِ سَعِيْدٍ الخبُوْشَانِيُّ الشَّافِعِيُّ الصُّوْفِيُّ، أحد علماء أهل السنة والجماعة ومن أعلام التصوف السني في القرن السادس الهجري، قال عنه الذهبي: «الفَقِيْهُ الكَبِيْرُ الزَّاهِدُ».

## حياته
أصله من «خبوشان» من قرى نيسابور، وولد قربها سنة 510 هـ الموافق 1116، كان فقيهًا شافعيًا، وصنّف «تحقيق المحيط» في الفقه، تفقه على محمد بن يحيى، وبرع حتى قال ابن خلكان: «فكان يستحضر كتابه المحيط وهو ستة عشر مجلدًا»، كما حدّث عن هبة الرحمان ابن القشيري. قدم مصر فأقام بمسجد مدةً، ثم بتربة الشافعي، وتبتّل لإنشائها ودرس بها وأفتى وصنّف الكتب، قال السخاوي: «ردَّ الخبوشانيّ على أهل البدع واستتابهم وأظهر معتقد الأشعرية بالديار المصرية». وقال ابن خلكان: «كَانَ السُّلْطَان صَلاَح الدِّيْنِ يُقرِّبه، وَيَعتقد فِيْهِ، وَرَأَيْت جَمَاعَة مِنْ أَصْحَابِهِ، فَكَانُوا يَصفُوْنَ فَضله وَدينه وَسلاَمَة بَاطِنه». ولما أراد السلطان صلاح الدين الأيوبي إزالة الدولة الفاطمية استفتى الفقهاء في ذلك، فأفتاه جماعة من الفقهاء، وكان نجم الدين الخبوشاني من جملتهم، فبالغ في الفتيا وصرّح بتعديد مساوئهم، وسلب عنهم الإيمان وأطال الكلام فوق ذلك.

## وفاته
توفي فِي القاهرة في شهر ذِي القعدة سنة 587 هـ الموافق 1191 وَدفن فِي قبَّة تَحت رجْلي الشَّافِعِي وَبَينهمَا شباك.